# Zeugomantispa minuta
Zeugomantispa minuta is een insect uit de familie van de Mantispidae, die tot de orde netvleugeligen (Neuroptera) behoort. 
Zeugomantispa minuta is voor het eerst wetenschappelijk beschreven door Fabricius in 1775.